# Ludwig Ehlers (Politiker)
Ludwig Ehlers (* 21. April 1901 in Bad Bevensen, Kreis Uelzen; † 28. April 1973 ebenda) war ein deutscher Politiker (CDU) in Niedersachsen und im Nationalsozialismus Mitglied der NSDAP und berufsständischer Vertreter des Seilerhandwerks.

## Leben
Ehlers besuchte die Realschule in Harburg und begann im Anschluss eine Seilerlehre. Nach seiner Lehre besuchte er das Textiltechnikum in Sorau/Niederlausitz und nahm darauf eine Tätigkeit als Textilingenieur auf. Er war in Spinnereien und Seilereien überwiegend in Ostdeutschland und Berlin beschäftigt. Ehlers schloss die Meisterprüfung erfolgreich ab und begann eine kaufmännische Ausbildung. 1928 trat er in den väterlichen Betrieb (eine Seilerei und ein Bindfadengroßhandel) ein, deren Alleininhaber er bereits 10 Jahre später 1938 wurde.
Er übernahm eine Tätigkeit in den Fachorganisationen. Ferner wurde er zwischen 1936 und 1945 zum Vorsitzenden des Reichsverbandes des Seilerhandwerks gewählt und gehörte ab 1946 dem Vorstand des Bundesverbandes an.
Zum 1. Mai 1933 trat er der NSDAP bei (Mitgliedsnummer 2.573.054).
1952 wurde er als Ratsherr der Stadt Bad Bevensen gewählt und war im Anschluss hier Bürgermeister. Es folgte die Wahl in den Kreistag des Kreises Uelzen. 1956 wurde er wiedergewählt. Ehlers war zudem in der vierten Wahlperiode Mitglied des Niedersächsischen Landtages vom 6. Mai 1959 bis 5. Mai 1963.
In Bad Bevensen ist eine Straße nach ihm benannt.